# 押加
押加，也称大象拔河、藏式拔河，是藏族的传统体育运动项目。类似于拔河。比赛方法是，选一块平地， 划两条平行线作为“决胜线”，平行线之间再划一条中界，比赛使用彩绸，长约6米，两端打结成圈，比赛双方各有一位选手，每一方把绳子套在颈部，并背向对方，四肢着地，比赛时，每个人向自己的前方爬进，以其中一方将置于两者之间的坠条拉过自己一侧的决胜线为获胜方。
押加现在是中华人民共和国少数民族传统体育运动会的比赛项目之一，比赛目前仅设男子组，按体重分级别比赛。